# Adam Forshaw
Adam John Forshaw (ur. 8 października 1991 w Liverpoolu) – angielski piłkarz występujący na pozycji pomocnika w Blackburn Rovers.

## Kariera

### Everton
Forshaw dołączył do akademii Evertonu w wieku siedmiu lat. Seniorski debiut zaliczył 17 grudnia 2009, rozgrywając pełne 90 minut w meczu fazy grupowej Ligi Europy przeciwko BATE Borysów zakończonym porażką 0:1. 9 kwietnia 2011 zadebiutował w Premier League w zwycięstwie 3:0 przeciwko Wolverhampton Wanderers, zastępując w 82. minucie Dinijara Bilaletdinowa. Był to jedyny ligowy występ angielskiego piłkarza w barwach The Toffees.

### Brentford
24 lutego 2012 Forshaw dołączył do Brentford występującego w League One na zasadzie 1–miesięczno wypożyczenia. Dla nowego klubu zadebiutował następnego dnia, wchodząc z ławki rezerwowych w ligowym meczu przeciwko Scunthorpe United zakończonym remisem 0:0. 
W maju 2012 Forshaw przeszedł do Brentford na stałe, podpisując z klubem 2–letni kontrakt. 22 września 2012, w ligowym meczu przeciwko Oldham Athletic strzelił pierwszą bramkę w profesjonalnej karierze, która okazała się być w tym spotkaniu zwycięską. Forshaw szybko stał się podstawowym zawodnikiem Brentford, zaliczając 43 występów w lidze oraz pomagając klubowi zakończyć sezon 2012/13 na 3. miejscu w tabeli. Pomocnik wystąpił także w obu meczach półfinałowych oraz w finale baraży o awans do Championship przeciwko Yeovil Town zakończonym porażką 1:2.
27 czerwca 2013 Anglik podpisał nowy kontrakt, obowiązujący do lata 2016 roku. Brentford zakończyło sezon 2013/14 na 2. miejscu w tabeli, bezpośrednio awansując do Championship. Forshaw pełnił kluczową rolę w sukcesie londyńskiego klubu, występując w 39 spotkaniach, w których zdobył 8 bramek. Ponadto w marcu 2014 został nagrodzony tytułem Piłkarza Roku EFL League One, a na koniec sezonu znalazł się w Drużynie Roku PFA League One oraz w Drużynie Roku EFL League One. 
W sierpniu 2014 ujawnione zostały dwie odrzucone przez klub oferty za Forshawa otrzymane od Wigan Athletic, trenowanego wówczas przez Uwe Röslera, poprzedniego trenera Brentford. W tym samym czasie pomocnik nie wystąpił w żadnym z siedmiu sierpniowych meczów z powodu problemów w rehabilitacji po wcześniejszej operacji kostki. 25 sierpnia ogłoszono, że klub przyjął "zadowalającą finansowo" ofertę za Forshawa, która ostatecznie miała wynosić ok. 2,5 miliona funtów.

### Wigan Athletic
1 września 2014 Forshaw dołączył do Wigan Athletic, podpisując 4–letni kontrakt. Pomimo tego w klubie spędził jedynie cztery miesiące, występując w 16 spotkaniach, z których tylko jedno zakończyło się zwycięstwem. 

### Middlesborough
28 stycznia 2015 Forshaw dołączył do występującego w Championship Middlesbrough za kwotę ok. 2 milionów funtów, podpisując 3½–letni kontrakt. 31 stycznia zadebiutował dla nowego klubu w zwycięstwie 1:0 przeciwko Brentford, zastępując w 68. minucie Alberta Adomaha. Sezon 2014/15 Boro zakończyło na 3. miejscu, przegrywając jednak finał baraży o awans do Premier League z Norwich City. 
W sezonie 2015/16 Forshaw wystąpił 29 razy, pomagając klubowi zakończyć na 2. miejscu w tabeli i uzyskać bezpośredni awans do Premier League. Pomimo spadku Middlesbrough z najwyższej klasy rozgrywkowej Forshaw ugruntował swoją rolę w podstawowej jedenastce klubu i zakończył sezon 2016/17 z 34 występami w lidze. 

### Leeds United
Po wystąpieniu w jedynie 11 spotkaniach w pierwszej połowie sezonu 2017/18, Middlesbrough sprzedało Forshawa za 4,5 mln funtów do ligowych rywali– Leeds United. 18 stycznia 2018 ogłoszono, że Anglik podpisał z klubem 4½–letni kontrakt. W barwach nowego klubu zadebiutował 30 stycznia w meczu przeciwko Derby County zakończonym remisem 0:0.
Podczas okresu przygotowawczego w lecie 2018 roku Forshaw doznał kontuzji stopy, która wykluczyła go z gry na początek sezonu. Sezon 2018/19 zakończył z 30 występami w lidze na koncie, pomagając klubowi zakończyć na 3. miejscu w tabeli. 11 maja 2019 znalazł się w podstawowej jedenastce na mecz półfinałowy baraży o awans przeciwko Derby County, jednak zmuszony był zejść z boiska z kontuzją w 24. minucie. Bez Anglika The Whites przegrali drugi mecz 2:4 (3:4 w dwumeczu), odpadając z baraży. 
W sezonie 2019/20 Forshaw rozegrał jedynie 7 ligowych meczów z powodu odniesionej w wrześniu 2019 kontuzji biodra. W lutym 2020 klub ogłosił, że pomocnik przejdzie operację biodra, co było równoznaczne z opuszczeniem reszty sezonu. Mimo nieobecności pomocnika, Leeds udało się wygrać ligę i awansować do Premier League. 
24 sierpnia 2021 Forshaw wystąpił w pierwszym od prawie dwóch lat meczu dla seniorskiej drużyny Leeds, przeciwko Crewe Alexandra w Pucharze Ligi Angielskiej. 7 listopada 2021 po raz pierwszy od ponad czterech lat znalazł się w podstawowej jedenastce na mecz Premier League w remisie 1:1 z Leicester City na Elland Road. Ogólnie w sezonie 2021/22 wystąpił w 22 ligowych spotkaniach.
Wraz z przyjściem do klubu takich zawodników jak Tyler Adams i Marc Roca w lecie 2022 roku Forshaw utracił miejsce w podstawowej jedenastce Leeds Jessego Marscha. Porażka z Tottenhamem w ostatni dzień sezonu była jedynym ligowym meczem, w którym pomocnik rozegrał pełne 90 minut. Leeds zakończyło sezon 2022/23 na 19. miejscu w tabeli, spadając do Championship, a sam Forshaw opuścił klub po wygaśnięciu kontraktu.

### Norwich City
26 sierpnia 2023 Anglik dołączył do występującego w Championship Norwich City na zasadzie wolnego transferu. 29 sierpnia zadebiutował dla Kanarków w meczu Pucharu Ligi przeciwko Bristol City. 

### Plymouth Argyle
19 stycznia 2024, po rozwiązaniu kontraktu z Norwich, Forshaw dołączył do Plymouth Argyle. Debiut dla nowego klubu zaliczył dzień później, 20 stycznia, w ligowym zwycięstwie 3:1 z Cardiff City.

### Blackburn Rovers
11 stycznia 2025, po rozwiązaniu kontraktu z The Pilgrims, Forshaw dołączył do Blackburn Rovers, podpisując kontrakt obowiązujący do końca sezonu 2024/25. Na Ewood Park zadebiutował 15 stycznia, zastępując w 77. minucie Johna Buckleya w ligowym zwycięstwie 3:0 z Portsmouth. 15 lutego 2025, w wygranym 2:0 meczu przeciwko Plymouth, Forshaw strzelił otwierającą wynik bramkę, pierwszą od ponad dziewięciu lat.

## Statystyki
(aktualne na dzień 1 maja 2025)
| Klub               | Sezon              | Liga               | Liga  | Liga   | Puchar Anglii | Puchar Anglii | Puchar Ligi | Puchar Ligi | Inne  | Inne   | Suma  | Suma   |
| Klub               | Sezon              | Dywizja            | Mecze | Bramki | Mecze         | Bramki        | Mecze       | Bramki      | Mecze | Bramki | Mecze | Bramki |
| ------------------ | ------------------ | ------------------ | ----- | ------ | ------------- | ------------- | ----------- | ----------- | ----- | ------ | ----- | ------ |
| Everton            | 2009/10            | Premier League     | 0     | 0      | 0             | 0             | 0           | 0           | 1     | 0      | 1     | 0      |
| Everton            | 2010/11            | Premier League     | 1     | 0      | 0             | 0             | 0           | 0           | —     | —      | 1     | 0      |
| Everton            | 2011/12            | Premier League     | 0     | 0      | 0             | 0             | 0           | 0           | —     | —      | 0     | 0      |
| Everton            | Ogólnie            | Ogólnie            | 1     | 0      | 0             | 0             | 0           | 0           | 1     | 0      | 2     | 0      |
| Brentford          | 2011/12            | League One         | 7     | 0      | 0             | 0             | 0           | 0           | —     | —      | 7     | 0      |
| Brentford          | 2012/13            | League One         | 43    | 3      | 6             | 0             | 1           | 0           | 3     | 0      | 53    | 3      |
| Brentford          | 2013/14            | League One         | 39    | 8      | 1             | 0             | 0           | 0           | —     | —      | 40    | 8      |
| Brentford          | Ogólnie            | Ogólnie            | 89    | 11     | 7             | 0             | 1           | 0           | 3     | 0      | 100   | 11     |
| Wigan Athletic     | 2014/15            | Championship       | 16    | 1      | 1             | 0             | 0           | 0           | —     | —      | 17    | 1      |
| Middlesbrough      | 2014/15            | Championship       | 18    | 0      | —             | —             | —           | —           | 2     | 0      | 20    | 0      |
| Middlesbrough      | 2015/16            | Championship       | 29    | 2      | 1             | 0             | 4           | 0           | —     | —      | 34    | 2      |
| Middlesbrough      | 2016/17            | Premier League     | 34    | 0      | 0             | 0             | 1           | 0           | —     | —      | 35    | 0      |
| Middlesbrough      | 2017/18            | Championship       | 11    | 0      | 0             | 0             | 3           | 0           | —     | —      | 14    | 0      |
| Middlesbrough      | Ogólnie            | Ogólnie            | 92    | 2      | 1             | 0             | 8           | 0           | 2     | 0      | 103   | 3      |
| Leeds United       | 2017/18            | Championship       | 12    | 0      | 0             | 0             | 0           | 0           | —     | —      | 12    | 0      |
| Leeds United       | 2018/19            | Championship       | 30    | 0      | 1             | 0             | 0           | 0           | 1     | 0      | 32    | 0      |
| Leeds United       | 2019/20            | Championship       | 7     | 0      | 0             | 0             | 1           | 0           | —     | —      | 8     | 0      |
| Leeds United       | 2020/21            | Premier League     | 0     | 0      | 0             | 0             | 0           | 0           | —     | —      | 0     | 0      |
| Leeds United       | 2021/22            | Premier League     | 22    | 0      | 1             | 0             | 3           | 0           | —     | —      | 26    | 0      |
| Leeds United       | 2022/23            | Premier League     | 12    | 0      | 0             | 0             | 1           | 0           | —     | —      | 13    | 0      |
| Leeds United       | Ogólnie            | Ogólnie            | 83    | 0      | 2             | 0             | 5           | 0           | 1     | 0      | 91    | 0      |
| Norwich City       | 2023/24            | Championship       | 6     | 0      | 1             | 0             | 2           | 0           | —     | —      | 9     | 0      |
| Plymouth Argyle    | 2023/24            | Championship       | 13    | 0      | —             | —             | —           | —           | —     | —      | 13    | 0      |
| Plymouth Argyle    | 2024/25            | Championship       | 16    | 0      | —             | —             | 1           | 0           | —     | —      | 17    | 0      |
| Plymouth Argyle    | Ogólnie            | Ogólnie            | 29    | 0      | 1             | 0             | 1           | 0           | 0     | 0      | 30    | 0      |
| Blackburn Rovers   | 2024/25            | Championship       | 15    | 1      | 1             | 0             | —           | —           | —     | —      | 16    | 1      |
| Ogólnie w karierze | Ogólnie w karierze | Ogólnie w karierze | 331   | 15     | 13            | 0             | 17          | 0           | 7     | 0      | 368   | 15     |

1. ↑  Występy w Lidze Europy
2. ↑  Występy w barażach o awans do Championship
3. 1 2  Występy w barażach o awans do Premier League

## Sukcesy

### Brentford
- EFL League One – 2. miejsce: 2013/14[11]

### Middlesbrough
- EFL Championship – 2. miejsce: 2015/16[26]

### Leeds United
- EFL Championship: 2019/20[35]

### Indywidualne
- Piłkarz Roku EFL League One: 2013/14[13]

- Drużyna Roku PFA League One: 2013/14[14]
- Drużyna Roku EFL League One: 2013/14[15]